# Sociedad Geográfica de Lima
La Sociedad Geográfica de Lima es una institución científica con sede en Lima, Perú, fundada en 1888. Edita un Boletín ininterrumpidamente desde 1891. Entre sus presidentes han destacado el ingeniero de minas Leonardo Pflücker y Rico, Luis Carranza Ayarza, el ingeniero José Balta Paz, Melitón Carvajal, Emilio Romero Padilla, Horacio Urteaga, entre otros. Tiene una biblioteca de obras antiguas y edita obras de trascendencia geográfica.

## Fundación
Fue creada por decreto supremo del 22 de febrero de 1888, dado por el primer gobierno de Andrés Avelino Cáceres. Este, en uno de sus mensajes al Congreso Nacional, manifestó:

Con el objeto de alcanzar fines de evidente importancia ha organizado el Gobierno una sociedad geográfica destinada a constituir un centro de provechosa ilustración para el país, que contribuirá no solo a la eficacia y regularidad administrativa con el estudio de la conveniente demarcación de la república, sino a procurar también la necesaria y fecunda corriente de inmigración, exhibiendo con el testimonio de respetable autoridad, las exuberantes riquezas de nuestro extenso y variado territorio…

El diario El Comercio, en su edición del 24 de febrero de 1888, reseñó así la importancia de su fundación:

El decreto del día 22 viene a llenar una necesidad reclamada desde hace mucho tiempo; su importancia está probada por más de un tratado que el Perú ha celebrado con los estados vecinos, en los que la increíble ignorancia de nuestros ministros signatarios ha hecho perder al país vastos y ricos territorios por no haber tenido conocimiento de los límites de la República.

Su primer director fue Leonardo Pflücker y Rico, ingeniero de minas e impulsor de la explotación minera en las provincias de Yauli en Junín y Castrovirreyna en Huancavelica.
Fue Luis Carranza Ayarza, médico, periodista y político ayacuchano, quien impulsó su creación, siendo su segundo director, cargo que ejerció durante diez años.
Entre sus miembros fundadores figuraban ilustres personalidades como Leonardo Pflücker y Rico,  Eduardo de Habich, Antonio Raimondi, Ernest Malinowski, Camilo Carrillo Martínez, Pedro Paz Soldán y Unanue, Aurelio García y García, Modesto Basadre, Guillermo Billinghurst, José Granda Esquivel, Ernst Middendorf, José Toribio Polo, Teodorico Olaechea, entre otros. Miembros natos eran el oficial mayor del ministerio de Relaciones Exteriores, el director de la Escuela de Ingenieros,  el director general de Telégrafos, el director de la Escuela Naval y el profesor de Geografía del Colegio Guadalupe.
Surgió como dependiente del Ministerio de Relaciones Exteriores del Perú y sus estatutos fueron aprobados por resolución suprema de 20 de julio de 1892. Funcionó en los altos de la Biblioteca Nacional del Perú (Avenida Abancay), sufriendo graves daños durante el incendio de 1943.
Debido a que por entonces casi no existían centros científicos en el país, la Sociedad Geográfica absorbió la actividad de contados hombres de ciencia y atrajo a los más selectos cultores del estudio de las variadas disciplinas geográficas, concentrando así en su seno a la más selecta intelectualidad del país.

## Funciones
Fue fundada con la finalidad de acopiar materiales para sostener la defensa de los derechos territoriales controvertidos por los países vecinos, algo de mucha importancia en momentos en que el Perú tenía pendiente la solución de problemas fronterizos con todos esos países.
De manera más amplia y permanente, su función es el estudio de la geografía nacional y de los recursos naturales, determinar las mejores rutas para la construcción de vías terrestres y fomentar la inmigración. Así como formar y conservar una biblioteca geográfica, y mantener correspondencia con sociedades análogas en el mundo.
Otorga condecoraciones a quienes realicen aportes significativos al conocimiento de la realidad del Perú.

## Publicaciones
- Boletín de la Sociedad Geográfica de Lima (anualmente desde 1891).
- Anuarios Geográficos de todas las regiones del Perú.

Tiene un departamento de publicaciones educativas, cuyo editor fue el ilustre doctor Santiago E. Antúnez de Mayolo R. (descendiente del famoso científico e ingeniero peruano del mismo nombre).
Tiene más de 50 títulos sobre educación temprana, educación inicial, psicología infantil experimentos, etc., adaptados a la realidad peruana y dirigidos a maestros y padres de familia.

## Directores
Desde su fundación, la Sociedad ha tenido como presidentes a connotados intelectuales de diversas especialidades.
- Leonardo Pflücker y Rico (1888)
- Luis Carranza Ayarza (1889-1898)
- Ricardo L. Flores Gaviño (1898-1899)
- Contralmirante Melitón Carvajal Ambulodegui (1899-1900 y 1919-1935)
- Eulogio Delgado (1900-1913)
- José Balta Paz (1913-1918)
- Manuel Montero y Tirado (1918-1919)
- Horacio H. Urteaga (1935-1943)
- Carlos Morales Macedo (1943-1945)
- Emilio Romero Padilla (1945-1948 y 1958-1979)
- Contralmirante Felipe Rotalde (1949)
- Óscar Miró Quesada de la Guerra (1950-1955)
- Aurelio Miró Quesada Sosa (1955-1957)
- Contralmirante Manuel R. Nieto (1957-1958)
- General Bernardino G. Vallenas (1980-1982)
- Gustavo Lama Arredondo (1982-1986)
- Santiago Antúnez de Mayolo Rynning (1986-1992)
- Ernesto Paredes Arana (1993-1998)
- Eduardo Bedoya Lazarte (1999-2001)
- Contralmirante AP (r) Raúl Parra Maza (2001-2007)
- Santiago Antúnez de Mayolo Rynning (2008-2012)
- Zaniel Novoa Goicochea (2012-2016)
- Nicole Bernex Weiss (2016-2022)
- María del Carmen Carrasco Coello (2022-....)